# Beszeniowski Potok
Beszeniowski Potok (słow. Bešeňovský potok) – potok spływający Doliną Beszeniowską w słowackich Tatrach Zachodnich. Jest jedynym prawym dopływem Suchego Potoku Sielnickiego. Ma źródła na wysokości około 1040 m na południowych stokach Golicy Huciańskiej. Spływa w kierunku południowym Doliną Beszeniowską, u podnóży Mesztrowej zakręca na wschód i uchodzi do Suchego Potoku około 800 m na północ od wylotu Doliny Suchej Sielnickiej. Następuje to na wysokości 720 m, w miejscu o współrzędnych 49°10′43″N 19°34′57″E/49,178611 19,582500.
Górna i dolna część biegu Beszeniowskiego Potoku znajduje się w terenie zalesionym, środkowa biegnie przez dużą polanę Wyżnie Łąki, dzieląc ją na dwie części. Koryto potoku w obrębie polany też jest zadrzewione, przecina je tam słowacka droga krajowa nr 584, łącząca Liptowski Mikułasz (Liptovský Mikuláš) z Zubercem (Zuberec). Ujście potoku tworzy skalisty jar.

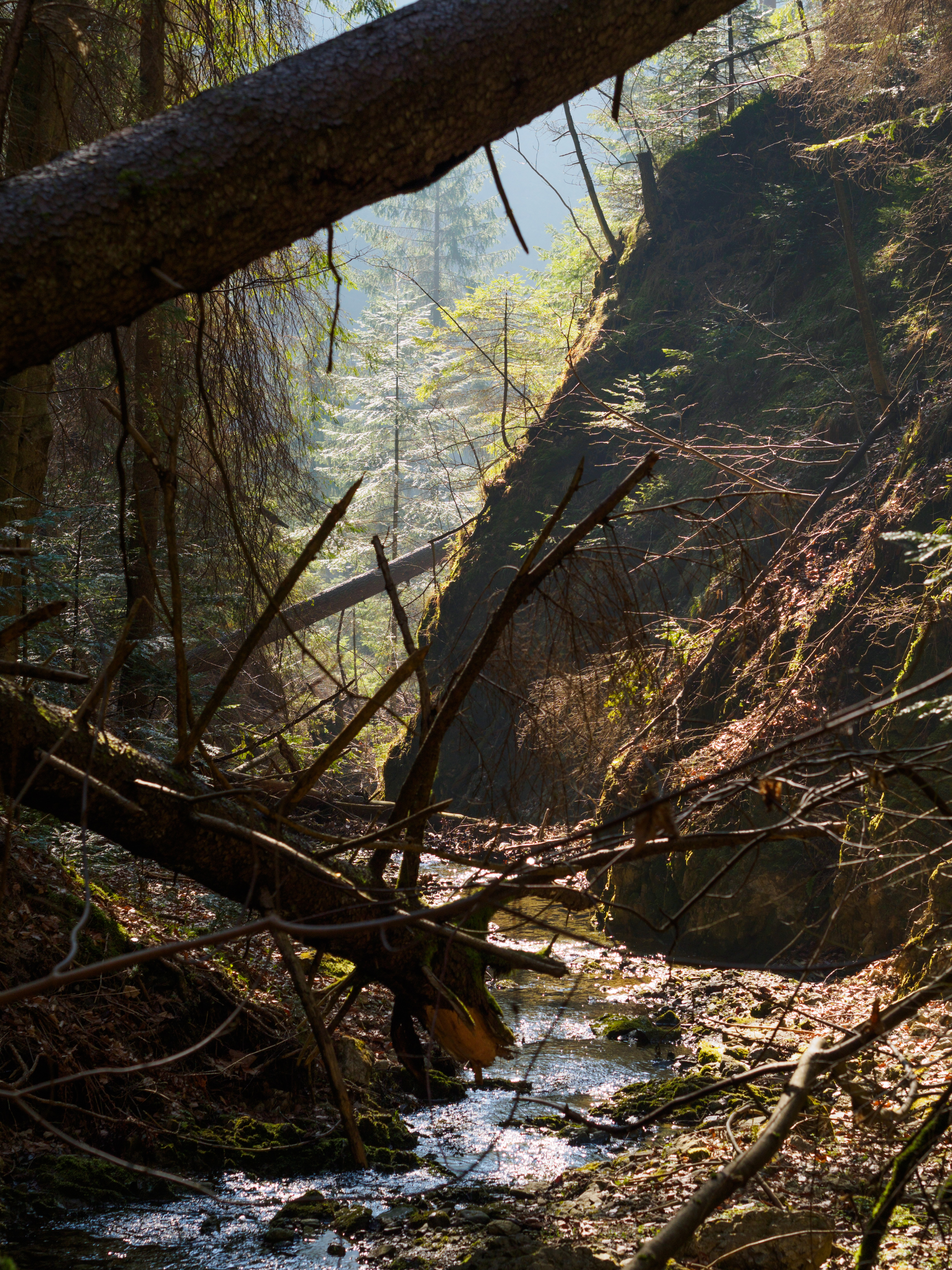
Beszeniowski Potok w dolnej części Doliny Beszeniowskiej